# El mapa de los instantes perfectos
El mapa de los instantes perfectos (título en inglés: The Map of Tiny Perfect Things) es una película de comedia dramática, romántica y ciencia ficción de 2021 dirigida por Ian Samuels, a partir de un guion de Lev Grossman, basado en su cuento del mismo nombre.
Está protagonizada por Kathryn Newton y Kyle Allen como Margaret y Mark, dos adolescentes atrapados en un bucle temporal en el que se ven obligados a repetir el mismo día.
La película fue estrenada a través de Amazon Prime Video el 12 de febrero de 2021.

## Reparto
- Kathryn Newton como Margaret
- Kyle Allen como Mark
- Jermaine Harris como Henry
- Anna Mikami como Phoebe
- Josh Hamilton como Daniel
- Cleo Fraser como Emma
- Jorja Fox como Greta
- Al Madrigal como Mr. Pepper

## Producción

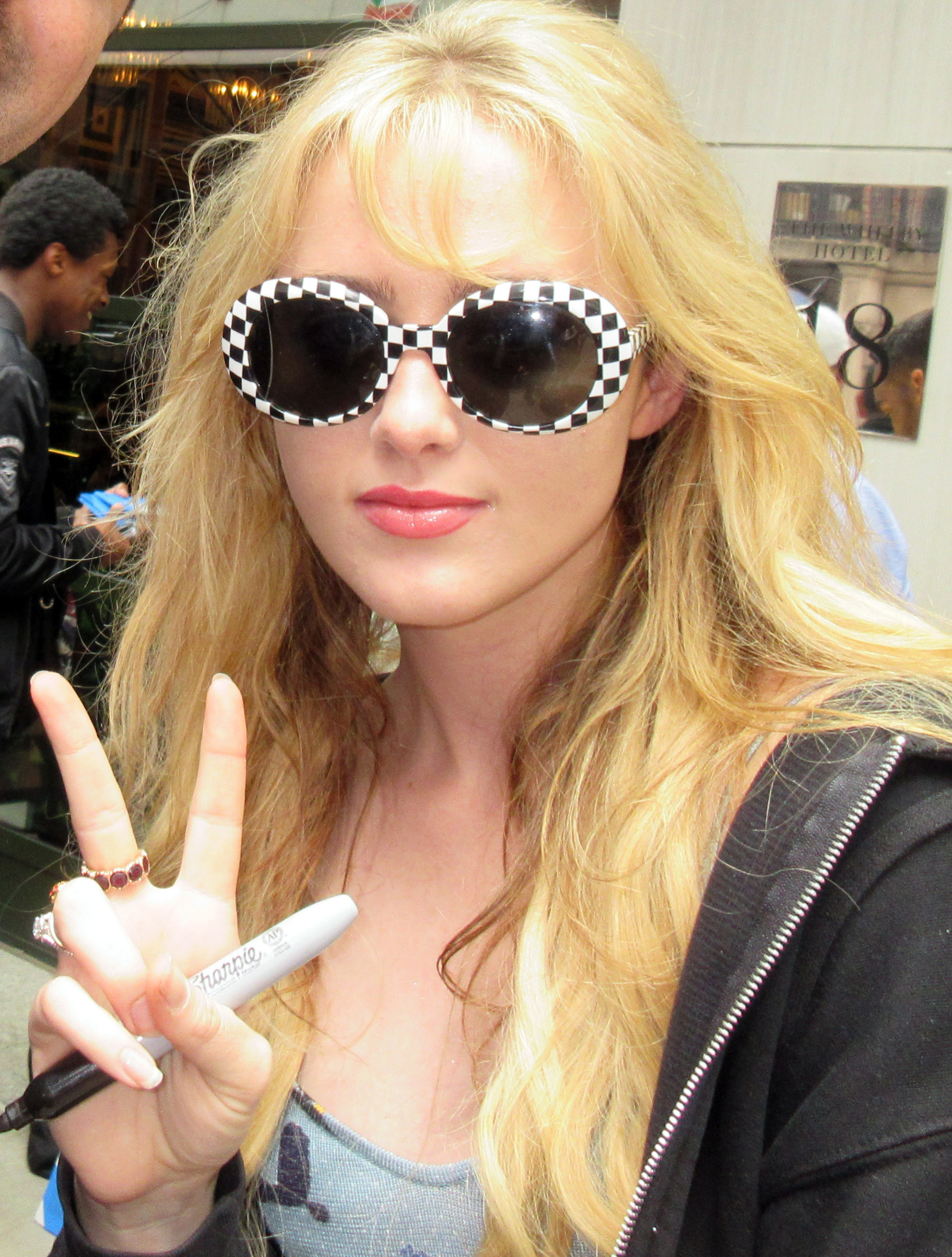
Kathryn Newton
Stjerne fra Big Little Lies og Claire Novak fra Supernatural. NYC maj '19.

En septiembre de 2019, se anunció que Ian Samuels dirigiría la película, a partir de un guion de Lev Grossman basado en su cuento del mismo nombre, con Akiva Goldsman produciendo la película bajo su estandarte Weed Road Pictures, junto con FilmNation Entertainment. En febrero de 2020, Kathryn Newton, Kyle Allen, Jermaine Harris, Anna Mikami, Josh Hamilton y Cleo Fraser se unieron al elenco de la película, distribuida por Amazon Studios.
La fotografía principal comenzó en febrero de 2020. El rodaje tuvo lugar en Fairhope y Mobile, Alabama.